# Herman Beysens
Herman Beysens, né le 27 mai 1950 à Essen (Belgique), est un coureur cycliste professionnel belge.

## Palmarès

### Palmarès amateur
- 1971
  - 2e étape du Tour de Belgique amateurs
  - Seraing-Aix-Seraing
  - 2e de Gand-Wervik

### Palmarès professionnel
- 1971
  - 2e du Grand Prix de Fourmies
- 1972
  - 2e du Tour du Condroz
- 1975
  - 2e de Bruxelles-Biévène
- 1977
  - Circuit des Ardennes flamandes - Ichtegem
- 1978
  - 3e de la Ruddervoorde Koerse
- 1980
  - Grote Prijs Dr. Eugeen Roggeman
- 1981
  - Circuit de Niel

## Résultats sur les grands tours

### Tour de France
7 participations
- 1972 : 23e
- 1975 : abandon (20e étape)
- 1976 : 62e
- 1978 : 44e
- 1979 : Hors délai (17e étape)
- 1980 : 78e
- 1981 : 79e

### Tour d'Italie
- 1977 : 65e

### Tour d'Espagne
2 participations
- 1979 : 16e
- 1980 : hors délais (15e étape)